# Molophilus bischofi
Molophilus bischofi là một loài ruồi trong họ Limoniidae. Chúng phân bố ở miền Cổ bắc.